# Либеральный союз (Испания)
Либеральный союз (исп. Unión Liberal) — испанская либеральная партия, существовавшая в 1858—1874 годах. Основана влиятельным военным и политическим деятелем генералом Леопольдо О’Доннеллом с намерением найти компромисс и занять центристскую позицию между двумя силами, которые доминировали в испанской политике во время правления королевы Изабеллы II: умеренными либералами, известными как «досеанисты» во главе с генералом Рамон Мария Нарваэсом, и радикальными либералами—прогрессистами, известными как «эксальтадос» во главе с генералом Бальдомеро Эспартеро. Обе партии сражались на одной стороне в Карлистских войнах, что не мешало им бороться друг против друга. О’Доннелл хотел объединить сторонников парламентаризма и конституционной монархии из числа «модерадос» и «эксальтадос» и занять политический центр. Впервые он выступил с этой программой в сентябре 1854 года, через несколько месяцев после окончания 10-летнего правления умеренных, но создать партию тогда ему не удалось.
Главными деятелями Либерального союза были сам О’Доннелл и его давний сподвижник Хосе Посада Эррера. Другими видными деятелями партии были генерал Франсиско Серрано Домингес, который после смерти О’Доннелла возглавил её, предприниматель Хуан Мануэль де Мансанедо, генерал Хуан Прим, юрист и журналист Мануэль Сильвела и историк Антонио Кановас дель Кастильо. Эти люди, как и сторонники партии в целом, происходили из широкого круга, хотя и в основном элитного происхождения: дворяне, юристы, предприниматели, торговцы, банкиры, военные и правительственные чиновники. Чтобы влиять на общественное мнение, у Либерального союза было несколько газет: La Época, El Diario Español и La Correspondencia de España.

## История

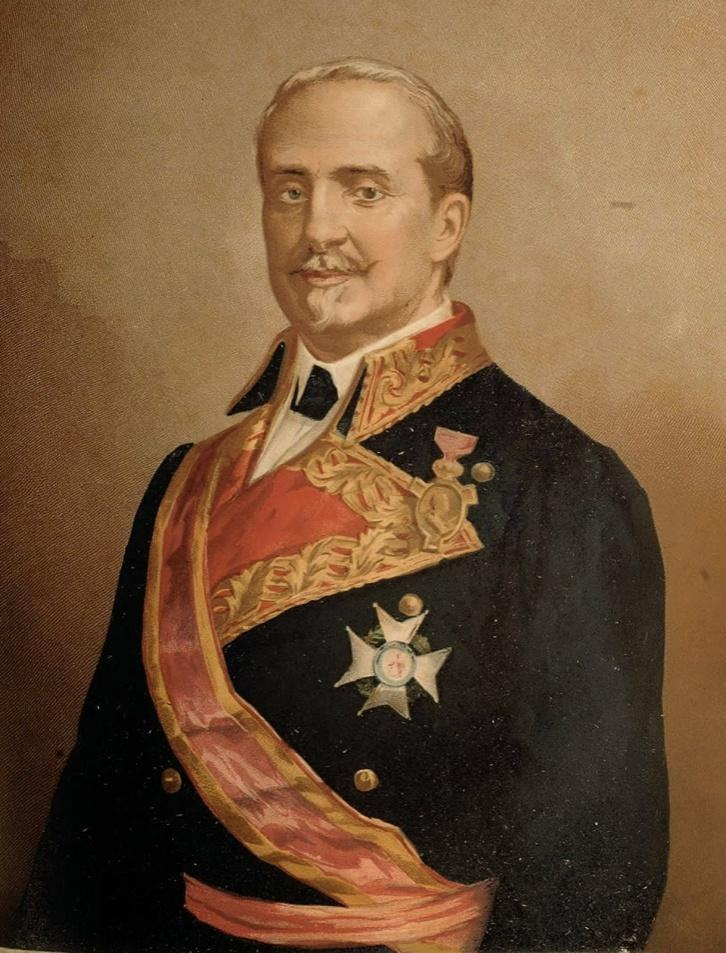
Генерал Леопольдо О’Доннелл.

Во время революции 1854 года «модерадос—пуритане» во главе с генералом О’Доннеллом объединились с прогрессистами, чтобы положить конец правительству графа Сан-Луиса, у которого не было поддеркжки ни в парламенте, ни при дворе, и который правил благодаря исключительно королеве Изабеллы II.
После триумфа революции, открывшей «прогрессистское двухлетие» (1854—1856), новое правительство под председательством прогрессиста генерала Бальдомеро Эспартеро, в котором О’Доннелл был военным министром, назначило, как и было обещано, выборы в Учредительные кортесы, чьи миссия состояла в том, чтобы разработать новую конституцию, которая заменит действующую на тот момент Конституцию 1845 года. На выборах, состоявшихся в октябре, правительство поддержало кандидатуры коалиции, называемой «Либеральный союз», которая одержала побед, получив около 240 мест. Коалиция состояла из «модерадос—пуритан», среди которых уже выделялся молодой Антонио Кановас дель Кастильо, и умеренных прогрессистов во главе с Мануэлем Кортиной. Часть Прогрессистской партии, так называемые «чистые» прогрессисты во главе с Салустиано де Олосагой, Педро Кальво Асенсио и молодым Пракседесом Матео Сагастой, не присоединились к «Либеральному союзу» и участвовали в выборах самостоятельно.
В декабре 1854 года Кановас дель Кастильо произнёс речь в Учредительных кортесах, в которой некоторые историки видят провозглашённый проект и даже название будущего Либерального союза:

Давайте создадим третью конституционную партию… у которой нет воспоминаний, которая не знает, откуда она взялась, но которая знает, куда она идёт. […] Во имя родины, либеральных идей и конституционного трона мы идём вперёд, неся Либеральный союз как наш флаг.
Оригинальный текст (исп.)Formemos nosotros un tercer partido constitucional… que no tiene recuerdos, que no sabe de dónde viene, pero que sabe adónde va. […] En nombre de la patria, de las ideas liberales y del trono constitucional, marchamos adelante llevando por bandera la Unión Liberal
— Historia de España. Vol. 6. La época del liberalismo.
Следующим шагом в сближении между «пуританскими» «модерадос» и «умеренными» прогрессистами стало основание в марте 1856 года Парламентского центра, на базе которого два года спустя возник Либеральный союз. В него вошли «пуритане», такие как Антонио де лос Риос Росас, Хоакин Франсиско Пачеко, Антонио Кановас дель Кастильо и Никомедес Пастор Диас, а также «умеренные» прогрессисты Аугусто Уллоа, Эваристо Сан-Мигель, Мануэль Кортина, Фернандо Корради, Висенте Санчо и генерал Хуан Прим.
По словам Хорхе Вильчеса, они намеревались сформировать «партию, основанную на среднем классе и стремящуюся к либеральной и прогрессистской политике в рамках конституционной монархии, которая послужит альтернативой консерваторам». К новой группе присоединился 81 парламентариий, среди которых, помимо упомянутых, были Алонсо Мартинес, Вега де Армихо, маркиз Пералес, а также генералы Франсиско Серрано и Рос де Олано.
По итогам выборов в кортесы 1858 года Либеральный союз занял большинство мест, что позволило ему оставаться у власти до 1863 года. После этого либералы возвращались в правительство на два коротких периода.
В 1874 году, после падения Республики и реставрации Бурбонов, члены Либерального союза примкнули к созданной Кановасом дель Кастильо Либерально-консервативной партии.

## Идеология
Большинство историков утверждают, что у Либерального союза не было конкретной идеологии. Журналист и политик-прогрессист Фернандес де лос Риос писал, что Либеральный союз представляет собой «беспорядочный хаос всех тех, кто раскаялся в том, что слишком любит либо власть, либо свободу». В этом смысле можно сказать, что Либеральный союз в своей деятельности руководствовался не столько принципами, сколько целями своего политического действия, которыми, по словам историка Хуана Франсиско Фуэнтеса, было «превращение государства в действенный инструмент модернизации и престижа» и «стремление к гармонии и стабильности после десятилетий войн, революций, военных выступлений и смены режимов».
Таким образом, Либеральный союз был партией не идеалистов, а прагматиков, основным принципом которых было сохранение монархии как формы правления, но уход от абсолютизма. О’Доннелл и его соратники хотели, сохраняя монархию, реформировать государственное управление, отдавая предпочтение централизму; создать многопартийную систему, в которой нашлось бы место как для «умеренных», так и для прогрессистов; и проводить политику активных государственных инвестиций. Они также намеревались реформировать закон о печати, но это их намерение так и не было реализовано.